# Awonou
Awonou ist ein Arrondissement im Departement Ouémé im westafrikanischen Staat Benin. Es ist eine Verwaltungseinheit, die der Gerichtsbarkeit der Kommune Adjohoun untersteht.

## Demografie und Verwaltung
Gemäß der Volkszählung 2013 des beninischen Statistikamtes INSAE hatte das Arrondissement 5781 Einwohner, davon waren 2757 männlich und 3024 weiblich.
Von den 64 Dörfern und Quartieren der Kommune Adjohoun entfallen fünf auf Awonou:
1. Abidomey
2. Assigui-Gbongodo
3. Awogoudo
4. Awonou
5. Siliko